# Station Dąbrowa Górnicza
Station Dąbrowa Górnicza is een spoorwegstation in de Poolse plaats Dąbrowa Górnicza.